# República Soviética Húngara
La República Soviética Húngara (en húngaro: Magyarországi Tanácsköztársaság), oficialmente República Soviética Federal Socialista de Hungría (en húngaro: Magyarországi Szocialista Szövetséges Tanácsköztársaság) fue un gobierno comunista en Hungría, instaurado por la unión del Partido Socialdemócrata y el Partido Comunista en la primavera de 1919, ante la grave crisis interna en el país. Se inició el 21 de marzo de 1919 y terminó el 1 de agosto del mismo año (133 Días). Incapaz de alcanzar un acuerdo con la Entente que mantenía el bloqueo económico a Hungría, acosada por los países vecinos por disputas territoriales y embarcada en un profundo cambio social interno, la república no logró sus objetivos y quedó abolida a comienzos de agosto.
La presentación de la nota Vyx condujo a la caída del Gobierno de Károlyi —para entonces sin apoyo significativo— y a la proclamación de la república soviética al día siguiente, 21 de marzo de 1919. Su principal figura fue el comunista Béla Kun, a pesar de que la mayoría del nuevo Gobierno era socialista. democrático, el nuevo sistema concentraba en realidad el poder en el nuevo Consejo de Gobierno, que lo ejerció de manera contundente en nombre, de la clase trabajadora.
El nuevo régimen no logró alcanzar un acuerdo con la Entente que supusiese el levantamiento del bloqueo económico, la mejora del trazado de las nuevas fronteras o el reconocimiento del nuevo Gobierno por las potencias vencedoras de la guerra mundial. Se reorganizó el Ejército y se trató de recuperar los territorios perdidos a manos de los países vecinos, objetivo que suscitó amplio apoyo en todas las clases sociales, no solo en las más favorables al nuevo gobierno. Por su parte, los países vecinos utilizaron la lucha contra el comunismo, primero contra el Gobierno de Károlyi y más tarde contra la república soviética, como justificación de sus ambiciones expansionistas. Al comienzo y respaldados por razones patrióticas por oficiales conservadores, las fuerzas de la república avanzaron contra los checoslovacos en Eslovaquia, tras sufrir una derrota en el este a manos del Ejército rumano a finales de abril, que llevó a este a las orillas del Tisza. A mediados de junio se proclamó una República Soviética Eslovaca, que duró dos semanas, hasta el repliegue húngaro por exigencia de la Entente. El 20 de julio, la república lanzó un nuevo ataque contra las posiciones rumanas. Tras unos días de avance, los rumanos lograron detener la ofensiva, romper el frente y alcanzar la capital húngara, pocos días después del fin de la república soviética, abolida el 2 de agosto.
Los dirigentes húngaros aplicaron medidas doctrinarias tanto en política exterior como interior que les hicieron perder el favor de la mayoría de la población. El intento del nuevo Gobierno de cambiar profundamente el modo de vida y el sistema de valores de la población resultó un rotundo fracaso. El empeño por convertir la feudal Hungría en una utopía marxista resultó infructuoso por una mezcla de falta de tiempo, de personal experimentado en la Administración y de organización, así como de ingenuidad gubernamental, tanto política como económica, en algunas de sus medidas. El Gobierno fracasó en sus intentos de lograr el apoyo campesino, mantener la producción agrícola y abastecer las ciudades, en parte por su propia ineptitud[cita requerida] y en parte por la situación que impedía soluciones rápidas. Tras la retirada de Eslovaquia, ordenó la aplicación de algunas medidas con las que trató de recobrar popularidad, con escaso éxito. Se rescindió la prohibición de venta de bebidas alcohólicas, se planeó la entrega de algunas parcelas a los campesinos sin tierra y se trató de mejorar la situación monetaria o el abastecimiento de alimentos. Incapaz de aplicarlas, entre junio y julio la república había perdido el respaldo de la mayoría de la población, lo que condujo, junto a las derrotas militares, a su caída.
Al fracaso de la reforma interna se unió el de la política exterior: el aislamiento político y económico de la Entente, el fracaso militar ante los países vecinos y la imposibilidad de unir fuerzas con las unidades soviéticas rusas coadyuvaron en el hundimiento de la república soviética. Al Gobierno social-comunista le sucedió uno exclusivamente socialista el 1 de agosto. En grave crisis ya en julio, se disolvió en agosto; sus dirigentes huyeron al extranjero mientras el poder volvía a manos de la aristocracia feudal y nacionalista que lo había detentado el siglo anterior.

## Antecedentes

### Fin del imperio y establecimiento de la república popular

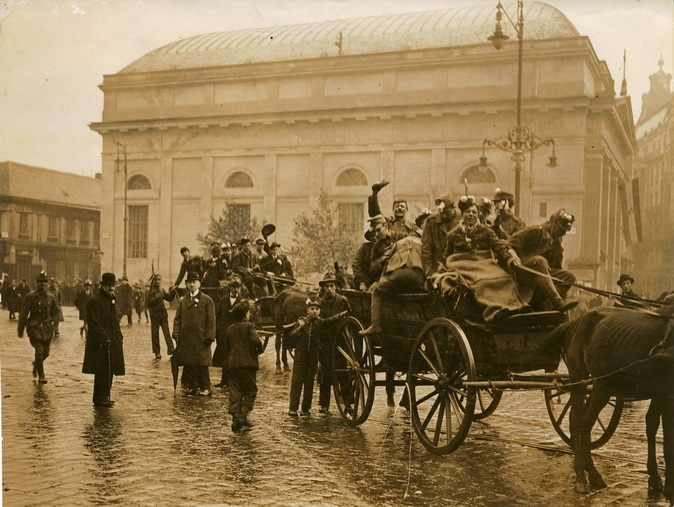
Escena de Budapest durante la Revolución de los Crisantemos, que impuso un nuevo Gobierno que poco después proclamó la república popular.

Después de la derrota del Imperio austrohúngaro en la Primera Guerra Mundial, el movimiento revolucionario de las masas conformado por obreros, soldados y campesinos se propagó de tal forma que la policía y algunas unidades del Ejército pasaron a apoyarlo. El triunfo de esta revolución (llamada Revolución de los Crisantemos) trajo como consecuencia el nombramiento de Mihály Károlyi como primer ministro con el apoyo del Consejo Nacional formado por el Partido Socialdemócrata (PSD), el Radical Cívico Nacional y el grupo de Károlyi el 31 de octubre. Tras insistir reiteradamente, el representante del emperador en Hungría, el archiduque José, logró que este accediese a aceptar la proclamación de la república, que el Consejo Nacional exigía. El nuevo Gobierno no logró, sin embargo, resolver los graves problemas del país, entre los que se contaban un creciente desempleo, una gran inflación y la hambruna en las ciudades. Tampoco se llevó a cabo la ansiada reforma agraria. A pesar de disolver el antiguo Parlamento y proclamar el sufragio universal, no llevó a cabo nuevas elecciones.

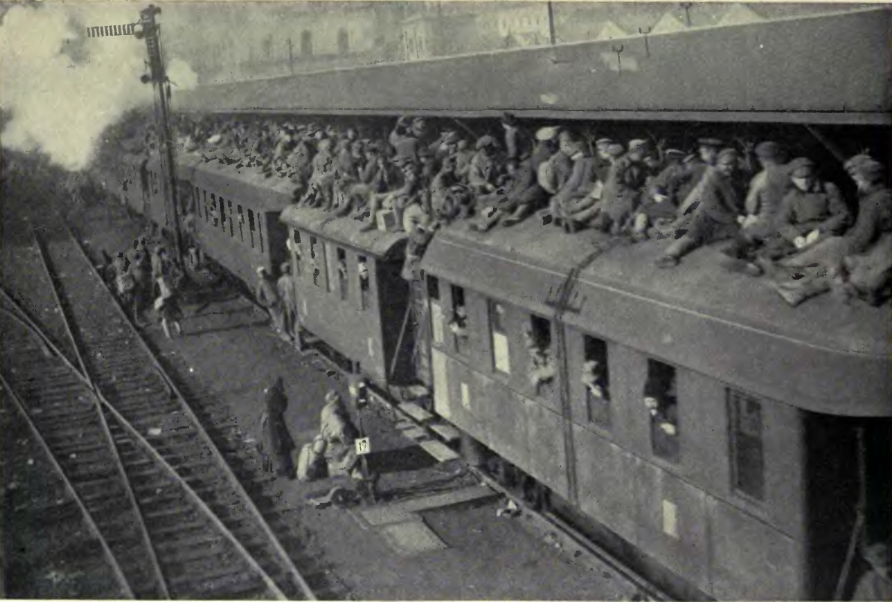
Regreso de soldados del frente. La nueva república popular hubo de afrontar la desmovilización de cientos de miles de hombres en medio de una grave situación económica.

El 16 de noviembre de 1918, se proclamó la República de Hungría con Károlyi a la cabeza como presidente interino. Desbaratada la antigua Administración y desorganizado el Ejército, el Consejo de Ministros tuvo que apoyarse en los sindicatos para evitar la extensión del caos en el país. Al mismo tiempo, hubo de lidiar con los diversos consejos, nacionales, de obreros y soldados o de campesinos, que surgieron. A mediados de mes había logrado restaurar parcialmente el orden mediante la promesa de una reforma agraria, que calmó al campo, y la desmovilización parcial de más de un millón de soldados, aunque tuvo que mantener a un número notable en las guarniciones urbanas para evitar su radicalización —estos soldados carecían de empleo y de sustento fuera de las fuerzas armadas—. Enfrentado a graves problemas y antiguas reivindicaciones populares que no podía satisfacer en la situación de crisis de posguerra, el Consejo de Ministros tuvo que soportar las crecientes protestas, atizadas por los comunistas, que denunciaban el mantenimiento de las desigualdades en el país y animaban a las masas campesinas y obreras a tomar el poder.

### Fundación y crecimiento del Partido Comunista Húngaro

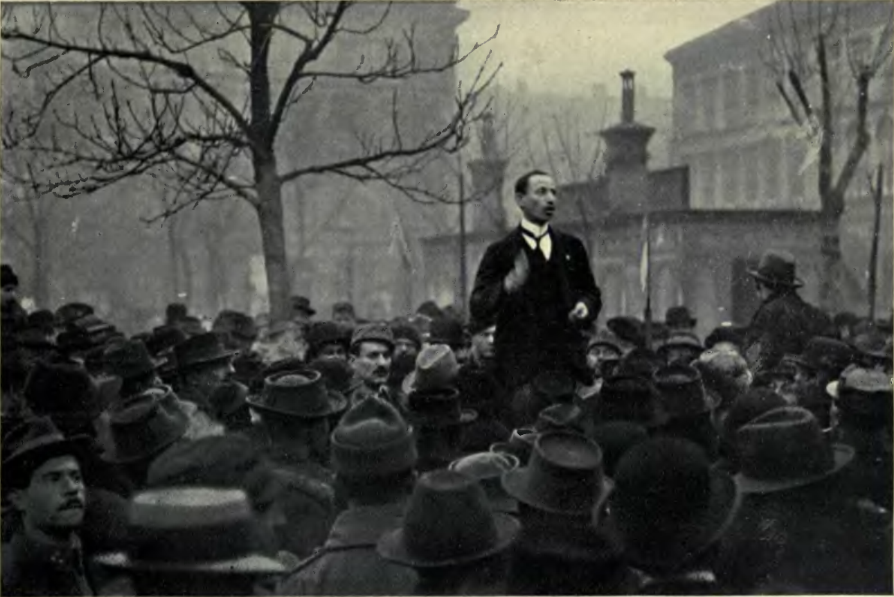
Orador comunista durante la república popular. La polarización política que llevó al auge de los comunistas húngaros se debió a la incapacidad del Gobierno de mejorar la situación política y económica de la posguerra.

El 24 de noviembre de 1918, Béla Kun junto con los socialdemócratas de izquierda y socialistas revolucionarios fundaron el Partido Comunista de Hungría (PCH) de tendencia marxista-leninista. De pequeño tamaño, el partido agrupaba a la izquierda opuesta al Gobierno de coalición social-liberal. Insatisfecho con los resultados de la primera revolución, el partido trató de movilizar al proletariado húngaro para desencadenar una segunda que sentase las bases de un sistema socialista. El diario principal del PCH era el Vörös Ujság (El diario rojo), que apareció a comienzos de diciembre con un llamamiento a la revolución socialista y rechazando el establecimiento de una asamblea constituyente y una democracia burguesa. Al mismo tiempo, trató de lograr el respaldo de las nuevas unidades militares que el Gobierno de Károlyi intentó formar —con escaso éxito ante la apatía de obreros y campesinos, que veían insuficientes las reformas del Gobierno como para tomar de nuevo las armas—. Temiendo que una guardia roja quedase bajo el control del consejo de soldados de Budapest, dirigido por los socialistas, el PCH decidió armar directamente a sus partidarios gracias a la compra clandestina de armamento entregado por las fuerzas alemanas en retirada de acuerdo al armisticio de Belgrado. El éxito de los comunistas en sus intentos por atraer a los soldados hizo que en marzo la toma del poder fuese prácticamente incruenta y la mayoría de las unidades respaldasen al nuevo Gobierno. La agitación comunista no se limitó a los soldados, sino que se extendió a los obreros, las minorías e incluso a las tropas de la Entente.
Para fines de 1918 e inicios de 1919, la efervescencia revolucionaria iba en aumento y era cada vez mayor la influencia del PCH; el país se polarizaba. Durante la segunda mitad de diciembre, socialistas y comunistas comenzaron a disputarse el dominio de los sindicatos. El gran número de desempleados, de soldados y suboficiales desmovilizados y el enorme aumento de los trabajadores sindicados —medio millón a lo largo de 1918— favorecía a los comunistas. En diciembre, el Gobierno trató en vano de arrebatar el control de las unidades militares a los consejos militares de la capital, que había tenido que reconocer legalmente pocos días antes; estos se encontraban dominados por los socialistas cercanos a József Pogány. El 12 una manifestación de ocho mil soldados armados logró la destitución del ministro de Defensa que había ordenado la fallida maniobra.

### Radicalización popular y parálisis gubernamental

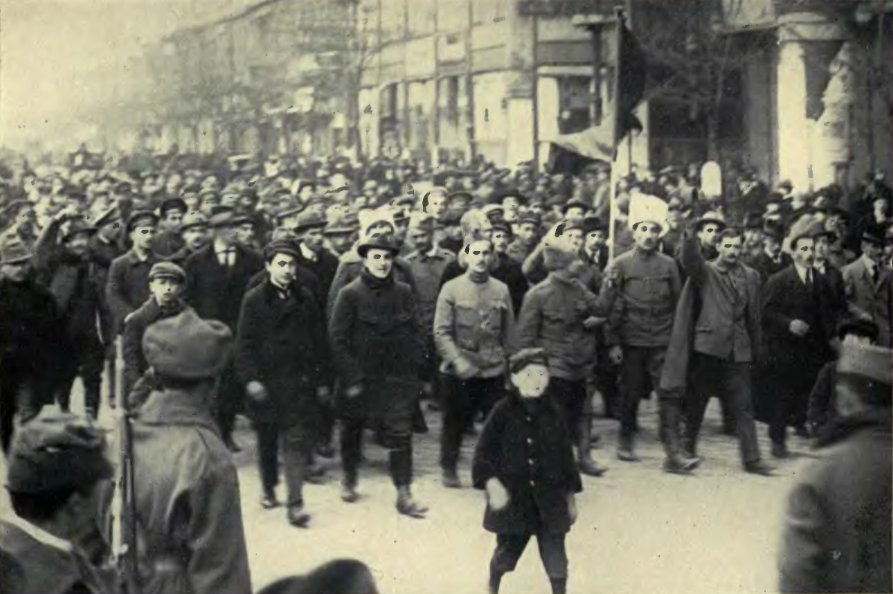
Manifestación en Budapest a finales de 1918. Las protestas se multiplicaron en la capital, atizadas por el Partido Comunista.

La crítica situación política y económica del país, sin ayuda de la Entente, llevó a que Károlyi dimitiera de la Presidencia del Gobierno en enero de 1919 y asumiera la Presidencia de la República. Los sectores más conservadores del partido de Károlyi y del radical abandonaron el Consejo de Ministros y las dos formaciones sufrieron escisiones. Tras una grave crisis gubernamental a mediados de mes en la que parte de los socialistas abogaron por abandonar el Gobierno para debilitar las críticas comunistas y las formaciones burguesas se negaron a gobernar en solitario, se formó un nuevo gabinete de coalición con mayor número de ministros socialistas. El nuevo Gobierno de Dénes Berinkey, de tendencia socialdemócrata, prometió reformas, pero esto no satisfizo a los sóviets; el 13 de diciembre, el consejo obrero de la capital había tratado la reforma agraria, pero el Gobierno no alcanzó una decisión sobre el asunto hasta comienzos de febrero y su aplicación fue tardía y lenta. A comienzos de enero y temeroso de la influencia de los comunistas, el mando aliado en Budapest probablemente sugirió el arresto de los representantes rusos de la Cruz Roja, una de las fuentes de financiación de aquellos. En el mismo mes, los obreros tomaron el control de algunas fábricas como reclamaban los comunistas, ante la impotencia del Gobierno y los socialistas moderados. En el norte, el Gobierno aplastó cruentamente la revuelta minera de Salgátarján, clave para el abastecimiento de fábricas y ferrocarriles; hubo un centenar de muertos en la rebelión atizada por el PCH. A finales de enero, los socialistas, a pesar de las protestas de su corriente radical, decidieron expulsar a los comunistas del consejo obrero de la capital y de los sindicatos, aunque la medida tuvo escaso éxito. El Gobierno ordenó el registro de la sede comunista y de su imprenta, donde requisó ejemplares de su diario.
En febrero, se calculaba que los comunistas contaban ya con entre treinta mil y cincuenta mil afiliados. Su actividad en los distintos consejos, incluidos los de campesinos, era notable, aunque su influencia en el de obreros de la capital, elegido el 2 de noviembre, era mucho menor debido al control socialista del organismo. Por su parte, los socialistas tuvieron que radicalizar sus posiciones para frenar el crecimiento de los comunistas, que agitaban a las tropas exigiendo el control del armamento por los consejos o la mejora de las condiciones de vida de los soldados. La influencia socialista decaía también en los sindicatos. En su congreso de febrero, los socialistas aprobaron medidas radicales como la nacionalización de los medios de producción donde fuese factible, la introducción de impuestos para las clases privilegiadas o el aplastamiento de los focos contrarrevolucionarios.
El 20 de febrero, tras una manifestación frente a las oficinas del diario socialista Népszava que acabó con varios muertos y decenas de heridos, los dirigentes del partido fueron arrestados con la aquiescencia del Gobierno, que pretendía así calmar los temores de la Entente. Esta creía que la debilidad gubernamental impedía el control de las actividades de los comunistas. El partido había planeado un alzamiento para tomar el poder siguiendo el ejemplo del levantamiento espartaquista en Alemania, desoyendo los consejos de Moscú, y el plan resultó un fracaso. La detención y el posterior maltrato en prisión de sus dirigentes, sin embargo, aumentaron su popularidad. La prensa comunista siguió apareciendo desde imprentas clandestinas. El 21 de febrero, tuvo lugar una enorme manifestación de apoyo al partido socialista frente al Parlamento, pero ni este ni el Gobierno aprovecharon la oportunidad para recobrar la popularidad perdida. Los ministros socialistas se mostraron contrarios a reprimir a los comunistas como exigía la dirección de la policía y temían por la suerte de la misión de la Cruz Roja húngara, formada por socialistas y arrestada en Rusia como represalia. El 22 de febrero, el Gobierno, a instancias de los ministros socialistas, restauró la ley que durante la guerra había permitido el internamiento de aquellos hostiles al Estado. Mientras, las esperanzas del Gobierno de obtener la ansiada ayuda de las potencias vencedoras se mostraron ilusorias.
La situación de crisis seguía y la llegada del periodo de siembra agitó el campo, donde los comunistas denunciaban la falta de cambios y el mantenimiento de los terratenientes y animaban a los campesinos a tomar las tierras. El Gobierno, sin una fuerza armada leal, no pudo oponerse a la creciente ocupación de tierras por parte de los labradores, y sus medidas de reforma eran escasas —afectaban únicamente a dos mil setecientos terratenientes—. A comienzos de marzo, la falta de acuerdo con la Entente hacía que los territorios tomados por los países vecinos aumentasen y la ausencia de medidas socializadoras del Gobierno ocasionó que la corriente radical de los socialistas aumentase su poder a costa de los moderados, que habían dominado la formación hasta entonces. El 3 de marzo, el consejo de la capital volvió a admitir a los comunistas, señal del debilitamiento de los socialistas en el organismo. Ante el creciente poder de los consejos en todo el país, el Consejo de Ministros se encontró impotente; los consejos desobedecían sus medidas allí donde no eran de su agrado. El 13 de marzo, la policía de la capital, último reducto de poder del gabinete, admitió la autoridad del consejo de soldados de la ciudad. Con protestas casi incesantes de diversos colectivos —desempleados, soldados, viudas de guerra, etc.— el Gobierno trató de reforzar su posición convocando finalmente elecciones para el 13 de abril, confiando en el refrendo popular a sus medidas.

## Creación de la república soviética

### Proclamación de la república

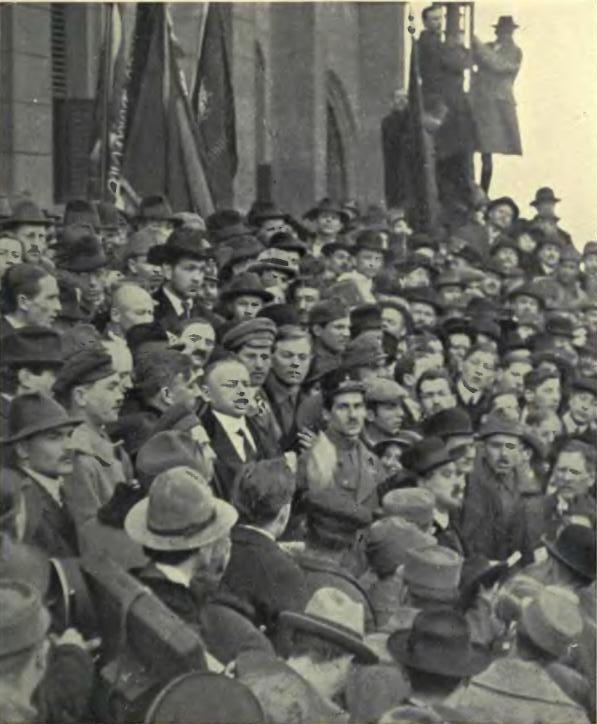
Proclamación de la república soviética en las escalinatas del Parlamento húngaro. Béla Kun en el centro, con camisa clara.

A mediados de marzo, el Gobierno había perdido todo apoyo significativo. En vez de respaldar al Gobierno de Károlyi, la Entente exigió una nueva cesión territorial —varias se habían sucedido desde el otoño del año anterior, debidas a las promesas de la Entente a los países vecinos realizadas durante la contienda— para la creación de una franja neutral entre las tropas rumanas y las húngaras, parte de un fallido plan de intervención en la guerra civil rusa; la nueva frontera coincidía fundamentalmente con la prometida a Rumanía en el Tratado de Bucarest por el que había entrado en la guerra mundial.

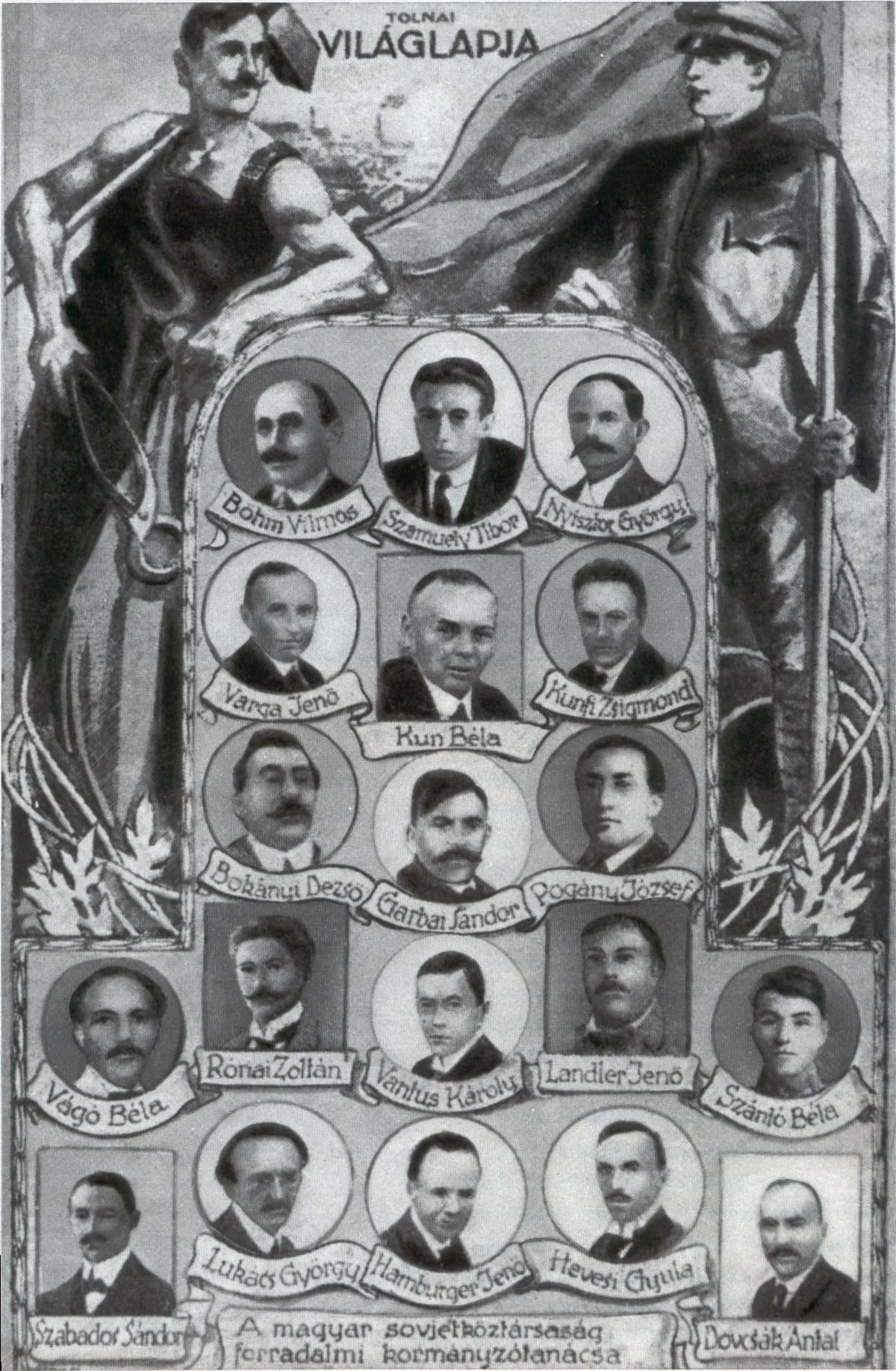
Cartel de la época con miembros del nuevo Consejo de Gobierno. El grueso de los más de treinta comisarios eran socialistas, pero muchos de los vicecomisarios eran comunistas. La principal figura del Gobierno era su comisario de Asuntos Exteriores, el comunista Béla Kun.

Tras la presentación de la nota Vyx al Gobierno de Károlyi (20 de marzo de 1920), que exigía la evacuación de nuevos territorios y su entrega a Rumanía, el gabinete decidió rechazarla, dimitir en pleno y entregar el poder a un nuevo Gobierno socialista que contase con las simpatías del proletariado internacional y permitiese al país enfrentarse a las exigencias de la Entente. Károlyi admitió que su política de acercamiento a la Entente había fracasado. El proyecto del gabinete era mantener a Károlyi como presidente y formar un nuevo gabinete socialdemócrata pero, mientras el Gobierno deliberaba, el consejo de soldados aprobó apoyar a los comunistas, confiscó los vehículos de los ministros y por la tarde entregó el control de la guarnición capitalina a los comunistas. Ante la toma del control de la ciudad por Pogány y la guarnición, la policía no ofreció resistencia. Sándor Garbai anunció ante el consejo de trabajadores la formación de un Gobierno soviético de coalición entre socialistas y comunistas y por la noche se solicitó la renuncia de Károlyi, que la otorgó sin resistencia, convencido de la necesidad de dar paso a un gabinete de izquierda para poder oponerse a la Entente. Los socialistas habían enviado una delegación a la prisión para tratar con los dirigentes comunistas, que se mostraron favorables a formar un Gobierno social-comunista de coalición. Para lograr este acuerdo, el Gobierno liberó a la dirección comunista, encarcelada desde febrero. A pesar de la mayor fuerza de los socialistas, estos aceptaron las exigencias de los comunistas, que incluían el establecimiento de un sistema de consejos, la abolición de la propiedad privada y la proclamación de la dictadura del proletariado.
El 21 de marzo de 1919, el consejo de trabajadores, con nuevas facultades legislativas, recibió la noticia de la unión del Partido Comunista (liderado por Béla Kun) y del Partido Socialdemócrata y proclamó la República Soviética Húngara prácticamente sin disparar ni un solo tiro. Károlyi, que no había sido informado de las negociaciones entre socialistas y comunistas a pesar de haberlas aconsejado, se negó en principio a dimitir, aunque cedió finalmente.

### Composición del nuevo Consejo de Gobierno
Esa misma noche, Kun, liberado, se reunió en la antigua sede de los socialdemócratas para formar el nuevo gabinete. Este contó con dos comisarios comunistas y, para compensar la mayoría de comisarios socialistas, vicecomisarios comunistas. Kun quedó encargado de la cartera de Exteriores. El otro comisario comunista ocupó el Ministerio de Agricultura. De los treinta y tres comisarios y vicecomisarios que formaron originalmente el nuevo Consejo de Gobierno, catorce eran comunistas, pero doce de ellos eran vicecomisarios; la mayoría de los comisarios eran socialistas. El Gobierno incluyó al ministro para Rutenia, señal de su intención de luchar por el mantenimiento de la unidad territorial de Hungría. Gran parte de los nuevos dirigentes habían participado en la Revolución rusa o se habían convertido en comunistas en los campos de prisioneros rusos. Aunque presidido oficialmente por Garbai, dirigente sindical, Kun era, no obstante, la figura principal del Consejo de Gobierno de la nueva república.

### Unión de socialistas y comunistas
La unión de los comunistas al PSD fue criticada incluso por el mismo Lenin. Este criticó también la imitación de las tácticas rusas sin adaptación a la situación húngara. El nuevo partido, llamado al comienzo Partido Socialista de Hungría, pasó más tarde a denominarse «Partido Obrero Social-Comunista de Hungría».
La convivencia entre ambos grupos no fue fácil, estando los socialistas más dispuestos a realizar concesiones ideológicas, mientras que su fracción más moderada —entre los que se contaba el futuro primer ministro Gyula Peidl— exigió ya el 2 de mayo la abolición de la república soviética. En realidad, solo la izquierda y el centro del partido socialista participaron activamente en la coalición. La principal diferencia entre ambos, sin embargo, no era de objetivos, sino sobre las tácticas más adecuadas para lograrlos. Tras la caída de la república en agosto, las diferencias entre socialistas y comunistas por la responsabilidad del fracaso se agudizaron.

### Primeras medidas

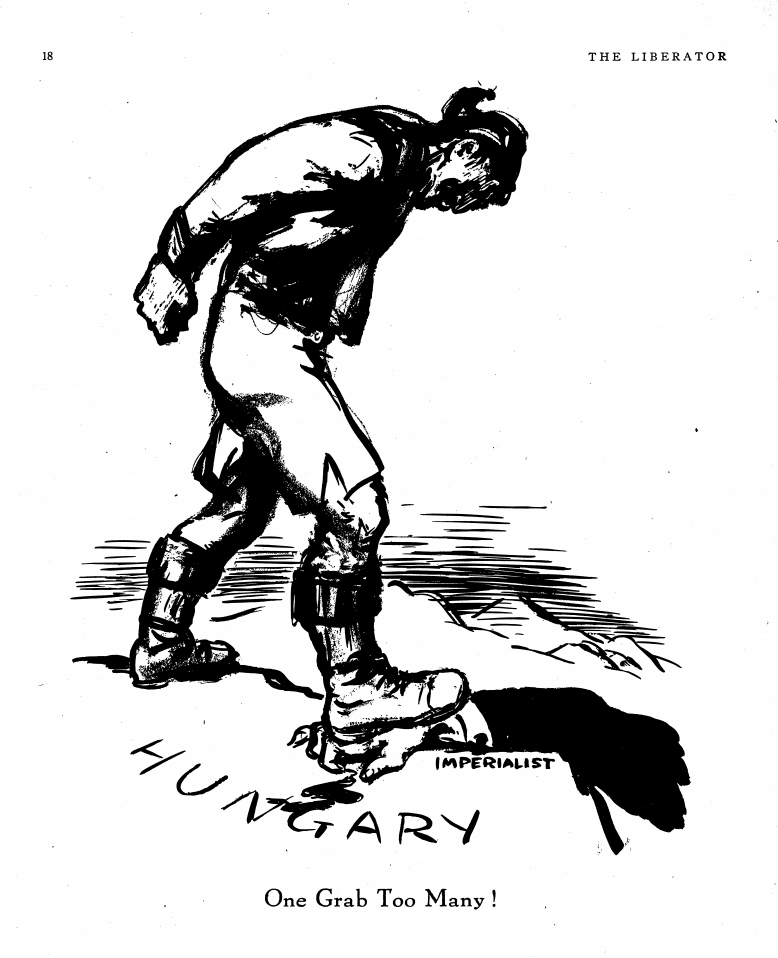
Ilustración publicada en la revista radical estadounidense The Liberator en mayo de 1919.

El primer comunicado del nuevo Gobierno, mezcla de nacionalismo desesperado y marxismo, hizo que numerosas personas opuestas a este último pasasen a respaldar al nuevo Gobierno socialista. Ante la alternativa de tener que aceptar el ultimátum de Vyx, muchos decidieron apoyar el comunismo, tratando de conservar la unidad territorial del país. Parte del respaldo popular al nuevo régimen provenía de la esperanza de que el Gobierno comunista de Moscú, que avanzaba en Ucrania frente a sus enemigos internos y las fuerzas de la Entente, lo apoyase.

### La Constitución, los consejos y el sistema de gobierno
Pocos días después, el 3 de abril, el Consejo de Gobierno proclamó una nueva Constitución temporal, en la que se reconocía responsable ante el nuevo Congreso Nacional de Consejos, cúspide de un nuevo sistema de consejos elegidos por sufragio cuasi universal y equivalente a unas Cortes. La Constitución garantizaba derechos civiles (reunión, expresión), sociales (educación gratuita) y culturales (reconocimiento de la cultura y lengua de las minorías). En la práctica, sin embargo, el nuevo Gobierno actuó de manera autoritaria, como la «dictadura de una minoría activa, en nombre del proletariado fundamentalmente pasivo». El poder quedó concentrado en el Consejo de Gobierno y algunos consejos que le eran favorables. Las elecciones a los consejos que, a su vez, elegían al Congreso Nacional, se llevaron a cabo el 7 de abril con una lista única, sin presencia de la oposición, a pesar de la posibilidad legal de que esta se presentase. Pronto, incluso estos consejos quedaron apartados de poder local por delegados gubernamentales, que detentaban el poder real.
A pesar de las limitaciones en las elecciones de consejos, el Congreso Nacional, que se reunió por primera vez el 14 de junio, acabó por presentar tan duras críticas al Consejo de Gobierno que este acabó por disolverlo y entregar sus poderes a un comité permanente favorable.

## Relaciones internacionales

### Relaciones con Moscú
La república recibió cierto apoyo financiero y consejo de Moscú pero, considerada de interés secundario frente a Alemania, no recibió la presencia de ningún destacado bolchevique ruso, a diferencia de esta y a pesar de las peticiones de Kun. Budapest tenía comunicación por telégrafo con Rusia. Los consejos de los comunistas rusos, sin embargo, a menudo no fueron atendidos por sus correligionarios húngaros.

### Negociaciones con la Entente

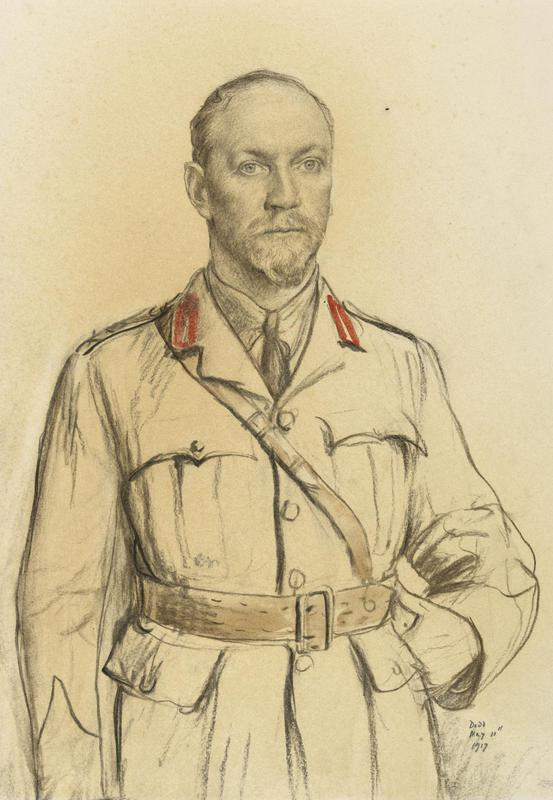
El general sudafricano Jan Smuts, representante oficioso de la Entente ante el nuevo Gobierno soviético, no logró alcanzar un acuerdo con este.

Tras rechazar negociar con Károlyi, la proclamación de la república soviética hizo que la Entente se apresurase a enviar un representante para tratar con Kun. La solicitud de Kun al embajador italiano en Yugoslavia, de paso por Budapest, de tratar los desacuerdos territoriales de acuerdo al principio de autodeterminación con un representante de la Entente condujo al envío de Jan Smuts a comienzos de abril, a pesar de la oposición francesa. A pesar del envío de Smuts, las potencias siguieron sin reconocer al Gobierno soviético húngaro.
El general sudafricano Jan Smuts llegó a la capital húngara el 4 de abril e invitó a los comisarios del pueblo a su tren, que no abandonó durante su estancia en la ciudad. Durante las conversaciones, el presidente de la república, Sándor Garbai, Kun y el socialista Kunfi representaron a Hungría, que solicitó una paz sin anexiones ni indemnizaciones y la autodeterminación de las nacionalidades del país. Smuts, por su parte, ofreció el trazado de una línea de demarcación más favorable a los húngaros, en vez de la impuesta en la nota Vyx, y la creación de una amplia franja neutral que ocuparían tropas de la Entente. Con el nuevo trazado, importantes ciudades del este hubiesen vuelto a manos húngaras. Smuts añadió que la línea no se consideraría frontera definitiva, prometió el fin del bloqueo al país y su invitación a la conferencia de paz. Kun se opuso a la retirada en el este y adujo la falta de control gubernamental de las tropas transilvanas y la impopularidad de la medida para oponerse a la zona neutral. Presentó además una contrapropuesta basada en el trazado del armisticio de Belgrado, que Smuts se negó a estudiar. La postura de Kun resultó inaceptable para Smuts, que abandonó Budapest camino de Praga al día siguiente. Ese mismo día, el vicecomisario de Defensa, Tibor Szamuely, ordenó que se hiciera propaganda entre las tropas checoslovacas y rumanas para tratar de que no se opusiesen al nuevo ejército proletario, con escaso efecto.
De regreso de Budapest, Smuts se entrevistó con mandatarios austriacos y checoslovacos y les comunicó el fracaso de las negociaciones. Inmediatamente, el ministro de Defensa checoslovaco ordenó atacar Hungría el 7 de abril, aunque el mariscal Ferdinand Foch dio contraorden al día siguiente, al tiempo que ordenaba a las fuerzas bajo mando francés en el sur mantener posiciones defensivas y detener su avance hacia el norte. Por su parte, las autoridades húngaras sopesaron la conveniencia de realizar levas o de continuar el reclutamiento voluntario, en ausencia de una alianza militar formal con el Gobierno de Moscú.

## Enfrentamientos con los países vecinos y reorganización militar

### La sociedad y el Ejército Rojo
Kun disolvió inmediatamente los consejos de soldados, a pesar del apoyo que le habían brindado para llegar al poder, y se comenzó a nombrar comisarios políticos y tribunales militares revolucionarios para intentar poner orden en las desorganizadas fuerzas armadas. Batallones obreros y brigadas internacionales se enviaron al frente. Con enorme coste, el Gobierno reformó el Ejército, que logró durante la primavera y principios del verano recuperar parte de los territorios perdidos. Este objetivo de recuperación territorial tuvo casi general aprobación pública, a diferencia de las medidas de política interior. A finales de marzo, empero, el número de tropas era todavía insuficiente: Budapest apenas contaba con dieciocho mil hombres para enfrentarse a cuarenta mil checoslovacos, otros tantos para hacer frente a treinta y cinco mil rumanos y trece mil hombres para enfrentarse en el sur con setenta y dos mil franceses y serbios.

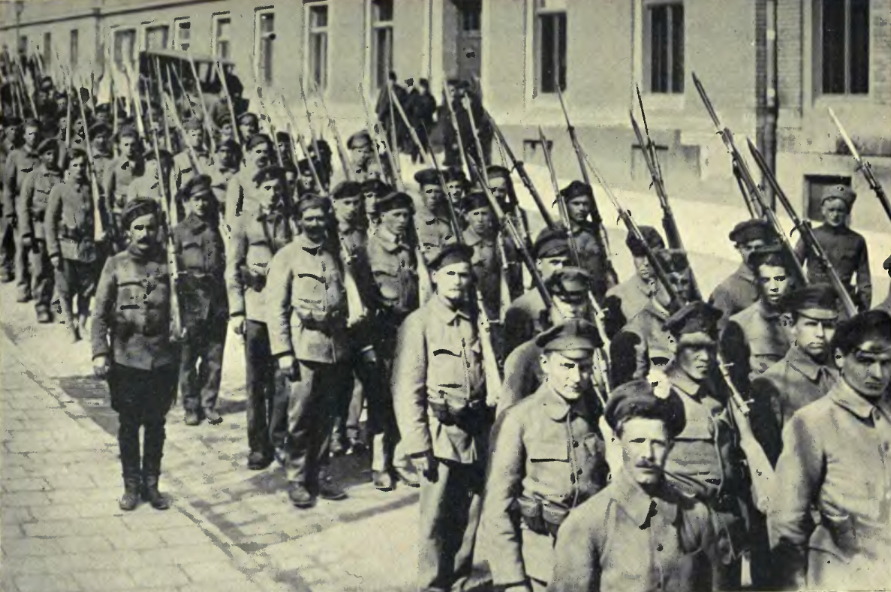
Unidad de marinos partidaria de la república soviética. El grueso de las tropas era, sin embargo, de extracción campesina.

Aunque la mayoría del campesinado no reaccionó a los llamamientos de apoyo del nuevo Gobierno, sí que lo hicieron los campesinos refugiados provenientes de territorios ocupados por los países vecinos, en especial los oriundos del Banato y de la orilla oriental del Tisza, que formaron el grueso de los labradores que combatieron en el Ejército rojo. La mayoría del ejército lo formaban campesinos, aunque hubo algunas unidades de obreros que, aunque combatieron bien en las primeras semanas de la contienda, luego se mostraron indisciplinadas. A pesar de las proclamas internacionalistas del Gobierno, la mayoría de los soldados y oficiales combatían por motivos nacionalistas.
Un número significativo de antiguos oficiales del Ejército austrohúngaro y refugiados de clase media se unieron también al nuevo Ejército, no por simpatía por la ideología del régimen, sino por ofrecer este la posibilidad de recuperar los territorios perdidos. Sus motivos para participar en el ejército soviético se resumían en tres: ideas nacionalistas de defensa de la patria, y a menudo de recuperación de sus propios hogares; grandes oportunidades de rápida promoción en un nuevo Ejército en el que los altos oficiales del antiguo habían sido licenciados durante las dos repúblicas; y necesidad de subsistencia ante la falta de empleo y de formación para otra actividad. Veían a la nueva república como fuente de resistencia nacional frente al anterior pacifismo de la república popular. Lucharon con entusiasmo en mayo y junio, hasta la evacuación de Eslovaquia forzada por Clemenceau, momento en el que muchos de ellos desertaron a alguna de las organizaciones contrarrevolucionarias como el Ejército Nacional de Miklós Horthy u otros destacamentos de oficiales, tratando de alejarse del Gobierno de Kun.
Por otra parte, el anticomunismo de los países vecinos no era más que una excusa para justificar la expansión territorial. Yugoslavia, satisfecha con la ocupación de Baranya y enfrentada con Rumanía por el reparto del Banato, se abstuvo de enfrentarse al Gobierno de Budapest.

### Desarrollo de los combates

#### Derrota transilvana en abril

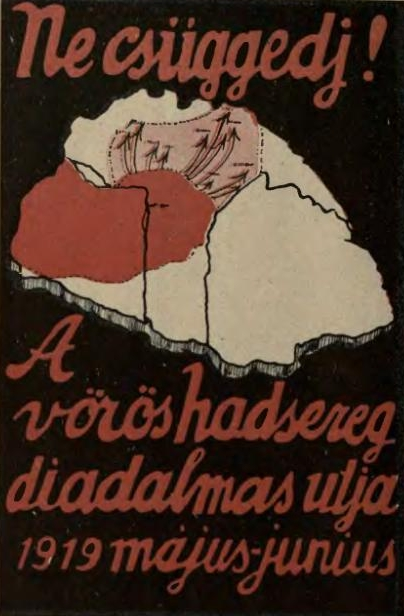
Propaganda con los avances del ejército rojo en Eslovaquia, 1919.

Hasta finales de abril, a las siete divisiones rumanas —más de cincuenta mil hombres— les hicieron frente unidades más reducidas del nuevo Ejército rojo. En Transilvania las autoridades rumanas habían reclutado dos divisiones, la 16.ª y la 19.ª, con soldados locales, principalmente rumanos y sajones —miembros de la minoría alemana de la región— ya en febrero, y las reforzaron tras la proclamación de la república soviética en Budapest. En abril, se crearon nuevas unidades: la 20.ª División y la 21.ª División. A mediados de abril, el mando rumano contaba con sesenta y cuatro regimientos de infantería, veintiocho compañías de caballería, ciento noventa y dos baterías de artillería, un tren blindado, tres escuadrillas de aviones y dos compañías de ingenieros, lo que le otorgaba superioridad numérica frente a las fuerzas húngaras, formadas por treinta y cinco batallones de infantería, veinte baterías, dos escuadrillas de aviones, tres o cuatro trenes blindados y escasa caballería. Las fuerzas húngaras carecían de reservas y se enfrentaban además a unidades serbias en el sur.
La falta de una ofensiva soviética rusa en el Dniéster tras la toma de Odesa y la formación de una línea defensiva a lo largo de este por las tropas de la Entente evacuadas de esta ciudad facilitaron el ataque rumano a las líneas húngaras al quedar cubierta la retaguardia. El cambio de bando de algunas unidades soviéticas en Ucrania impidió el ataque a Rumanía. Incapaz de pactar con la Entente, de levantar su bloqueo o de coordinar las acciones militares con los rusos, el Gobierno de Budapest se encontraba en graves dificultades, acosado a la vez por las unidades rumanas y por las checoslovacas, que avanzaban hacia el distrito minero de Salgótarján.
Tras concentrar sus fuerzas en la zona norte de la línea, los rumanos desencadenaron el ataque el 16 de abril. El 20 de abril, los rumanos alcanzaron Nagyvárad y tres días más tarde ocupaban Debrecen. El 21 se habían detenido para reagruparse, lo que dio la equivocada sensación de que no cruzarían la línea trazada por la Entente; el mismo día, los húngaros habían reorganizado el mando del frente para tratar de frenar el embate rumano y compensar la escasa moral y disciplina de sus unidades. Los comisarios políticos de las unidades perdieron el control de las operaciones militares y el jefe del Estado Mayor del frente, Aurél Stromfeld, solicitó el envío de nuevos oficiales y suboficiales. El avance rumano, que continuó sin el permiso de París, desbarató los planes de contraofensiva del mando magiar. El 30 del mes, las fuerzas rumanas habían alcanzado el río Tisza en casi todo el frente. Tras reforzar el frente con nuevos regimientos provenientes de Budapest y de otras ciudades industriales, los húngaros consiguieron desbaratar a los rumanos en Szolnok y detener su avance en el río Tisza. Aun así, el Gobierno se planteó la rendición, consciente de que no contaba con fuerzas suficientes para detener una acometida decidida de las unidades rumanas. Los rumores de que los rumanos no se habían detenido y avanzaban hacia la capital se extendieron el 2 de mayo, aunque carecían de fundamento; en espera de refuerzos, reacios a desperdigar sus tropas cuando se agudizaba la amenaza rusa en Ucrania, incapaces de lograr tropas de las potencias con las que dar un aspecto internacional a la marcha sobre Budapest y no deseando ayudar a la formación de un Gobierno fuerte en Hungría antes del trazado de la frontera común, los rumanos detuvieron su avance entre el 2 de mayo y el 19 de julio. Las unidades rumanas, sin embargo, habían sufrido escasas bajas —alrededor de seiscientos muertos y quinientos heridos— en su ofensiva de abril que las había conducido hasta el río. Algunas de ellas se enviaron inmediatamente al este. Por otro lado, la esperanza del Consejo de Gobierno no era la de lograr una victoria militar sobre los países vecinos, sino que el estallido de la revolución internacional (bien en Alemania o en Austria) o el auxilio de los rusos le otorgase el socorro necesario.

#### Victoria en Eslovaquia y posterior retirada

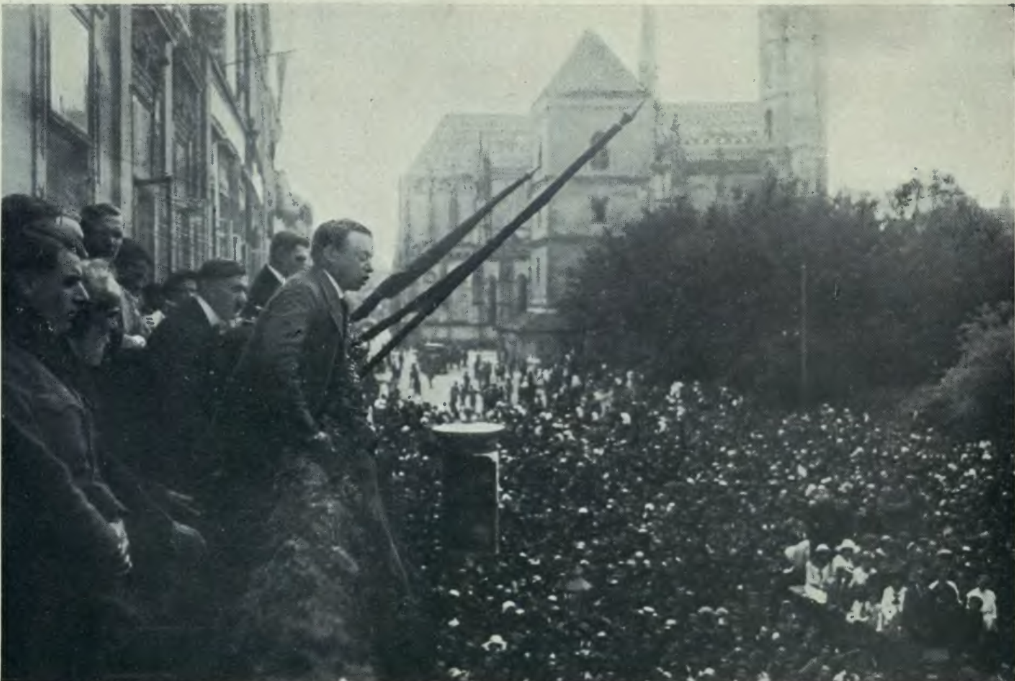
Discurso de Béla Kun en Kassa el 10 de junio, días después de capturar la ciudad. La retirada militar de Eslovaquia por exigencia de la Entente supuso un duro revés para la moral de las tropas.

Al mismo tiempo, en el norte, se detenía también la ofensiva checoslovaca, que el 2 de mayo había llevado a estos a alcanzar Miskolc; el 10 de mayo comenzaba una contraofensiva húngara que rechazó al enemigo hasta el río Ipoly. El 19 de mayo, las unidades húngaras tomaban Pétervására y el 21, Miskolc; estas victorias aumentaron la moral de las tropas. El 26 los mandos comenzaron a planear la siguiente fase de la ofensiva, dirigida a la zona de unión entre checoslovacos y rumanos, con el doble objetivo de tratar de tomar contacto con las unidades soviéticas rusas y de tomar el control de un territorio que sirviese a continuación para desencadenar un ataque contra las fuerzas rumanas en Transilvania. Las operaciones comenzaron el 29 del mes, con un ataque a lo largo de todo el frente. En junio las unidades checoslovacas hubieron de retirarse más aún por el avance de las tropas húngaras. El 5 las fuerzas húngaras luchaban ya en los alrededores de Košice. El mando húngaro comenzó entonces los preparativos para atacar en el este, sin abandonar el frente norte; a pesar de las victorias, las unidades checoslovacas no habían sido destruidas, consecuencia de la línea de avance elegida por los húngaros, que tenía este riesgo.
El 7 del mes, sin embargo, el primer ministro francés, Georges Clemenceau, exigía el fin de la ofensiva en el norte contra los checoslovacos, y el 10 Kun prometió detener el avance, un día antes de la llegada de tropas francesas a Bratislava. El 13, un ultimátum de Clemenceau al Gobierno húngaro anunciaba el trazado de la frontera norte, exigía la retirada de las fuerzas húngaras al sur de esta y prometía a cambio el repliegue de las unidades rumanas en el este. El 19 el Gobierno aceptó la propuesta de Kun de someterse a las exigencias de París, a pesar del deseo de los mandos militares de continuar el avance hacia el noroeste. El 24 se ordenó el alto el fuego y el 30, el repliegue. Tras haber tomado 2836 km² al enemigo, el Consejo de Gobierno ordenó la retirada de las fuerzas a las líneas que sostenían en mayo. La retirada de Eslovaquia desmoralizó a las tropas y a numerosos oficiales, que se habían unido a las fuerzas comunistas por razones nacionalistas. La campaña había costado unas cuatro mil quinientas bajas a las fuerzas húngaras según cálculos franceses. Por otra parte, para entonces el avance húngaro había perdido fuerza y hubiese sido complicado mantener la ofensiva. La retirada produjo la dimisión de varios altos oficiales, entre ellos la del coronel Stromfeld, que rechazaban el abandono de territorios con población magiar.

#### Reanudación de los combates en el este y derrota final
Las autoridades rumanas, tras dos semanas de silencio, habían respondido a la promesa del primer ministro francés exigiendo la desmovilización del Ejército rojo húngaro antes de retirarse de los territorios tomados en abril. El 10 de julio, comenzó una nueva campaña contra las fuerzas rumanas en el este, que eran superiores en número, disciplina y armamento a las unidades húngaras. El 11 el Gobierno húngaro exigió que se cumpliese la promesa de retirada rumana, que París rechazó el 14 por lo que consideraba incumplimiento del armisticio por Budapest. Habiéndose negado Clemenceau a ordenar la retirada rumana que esperaban las autoridades de Budapest, estas decidieron lograrlo por la fuerza. El 12 se declaró el servicio militar obligatorio y se comenzó a desplegar las fuerzas retiradas del norte, ya en plena desintegración interna.

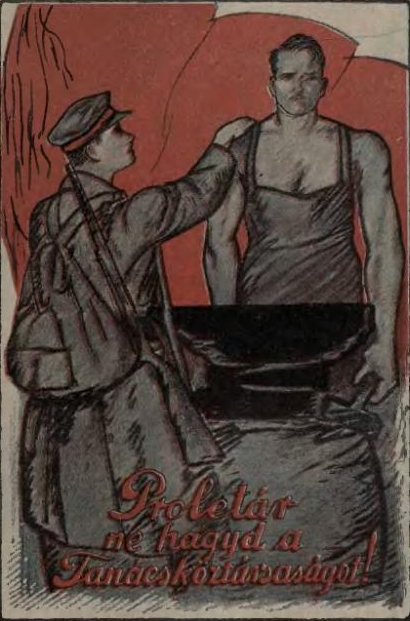
Cartel de reclutamiento de la república soviética. Los intentos de reforzar las unidades militares a finales de julio para detener el avance rumano resultaron vanos.

Las operaciones comenzaron el 20 de julio, la víspera de una manifestación sindical europea a favor del Gobierno de Budapest que resultó un fracaso. El Gobierno contrarrevolucionario de Szeged había comunicado el plan de ataque húngaro a los mandos rumanos. A pesar de las desventajas, los húngaros cruzaron el Tisza y siguieron avanzando hasta el 23 de julio, contraatacando los rumanos al día siguiente. Las fuerzas húngaras comenzaron a retirarse el 26 y al día siguiente habían regresado a las posiciones que ocupaban antes del comienzo de la ofensiva. El 30, las unidades rumanas habían establecido sus primeras posiciones más allá del Tisza y avanzaban de manera imparable hacia la capital húngara. El Gobierno soviético ruso no pudo detener esta vez a los rumanos, como había hecho en mayo mediante un ultimátum. Los húngaros, que habían tenido que desbandar algunas unidades ya sin valor militar alguno y se enfrentaban a la desobediencia de otras, carecían de reservas. Las fuerzas del Gobierno de Budapest se retiraban en desorden. Al día siguiente, la situación militar se tornó desesperada con el ataque rumano a lo largo de todo el frente. Los mandatarios húngaros sopesaron la posibilidad de abandonar el Gobierno y de que se formase uno menos radical y más del gusto de la Entente, esperando que esto obligase a los rumanos a detener la ofensiva; se desechó esta posibilidad, pero la desintegración de las unidades impidió contraatacar y restablecer la línea del Tisza como se había decidido en el consejo de ministros. Esa noche la 6.ª División rumana se hallaba a menos de dos kilómetros de Szolnok, punto estratégico a lo largo del Tisza, mientras otras unidades tomaban Tokaj y Tarcal en el norte. El Gobierno ordenó una contraofensiva a pesar de la baja moral de las tropas, opuestas a tal medida, e hizo un último llamamiento al proletariado internacional para tratar, en vano, de detener el avance rumano. El 1 de agosto, la mayoría de las unidades húngaras habían abandonado la línea del río, aunque se pudo reunir unas cuantas para realizar una última acometida en Szolnok durante la que los húngaros retomaron parte de la ciudad, sin que esto detuviese el avance rumano en el resto del frente. Ese día, las unidades rumanas avanzaron treinta kilómetros, sin encontrar apenas resistencia.
A pesar de la renuencia yugoslava a participar en las operaciones contra Budapest, la presión de la Entente forzó finalmente a Belgrado a aceptar unirse a la coalición. La reactivación del frente rumano, la rápida derrota húngara, la efectiva huelga obrera en Yugoslavia del 21 de julio en contra de la intervención y la concesión de parte del Banato a Rumanía por la Entente hicieron, sin embargo, que Yugoslavia no participase en el aplastamiento del Gobierno soviético.

## Medidas económicas y sociales y crisis interna
Empeñado en la transformación inmediata de la sociedad al socialismo a pesar de la guerra con los países vecinos, el Gobierno se lanzó a la aprobación de profundas reformas y de medidas contra los que consideraba enemigos de clase, siguiendo a menudo ciegamente el modelo ruso, por lo que perdió rápidamente el apoyo inicial. Estas medidas progresistas y su autoritaria aplicación alienaron a las clases privilegiadas, sin por ello ganar para el Gobierno las simpatías del proletariado urbano o de los campesinos pobres. El intento del nuevo Gobierno de cambiar profundamente el modo de vida y el sistema de valores de la población resultó un rotundo fracaso. El empeño por convertir la feudal Hungría en una utopía marxista resultó infructuoso por una mezcla de falta de tiempo, de personal experimentado en la Administración, de organización, así como de ingenuidad política y económica gubernamental en algunas de sus medidas. El objetivo gubernamental era doble: por un lado resolver los problemas sociales desde un enfoque marxista y, por otro, eliminar a la vez toda posible oposición y asegurar la supervivencia de la dictadura del proletariado.
A diferencia de la política exterior de la república, dominada por Kun, fue la mayoría socialista del Consejo de Gobierno la que decidió la mayoría de las medidas de política interior.

### Fomento de la cultura y control de la prensa
Se realizó un intenso esfuerzo por mejorar el nivel cultural de la población; se nacionalizaron los teatros y la mayoría de sus entradas quedaron controladas por la Comisaría de Educación, encargada de entregarlas a los obreros a precios reducidos. Lo mismo sucedió con los cines y museos, que fueron socializados. La estatalización de artistas, escritores y de los negocios artísticos, sin embargo, dio pie a críticas de despilfarro y mala gestión. A mediados de junio, el ambicioso plan cultural gubernamental se hallaba en crisis, criticado en el campo y en riesgo por la crisis financiera del país.
El Gobierno restringió severamente la libertad de prensa y clausuró por motivos políticos gran número de publicaciones, que quedaron asimismo limitadas a finales de la primavera por la escasez de papel. Los conflictos con el sindicato de periodistas llevó a su disolución por orden del Gobierno.

### Medidas para la juventud
Sus medidas hacia la juventud, por otra parte, apenas recibieron críticas y se basaron en modernas publicaciones pedagógicas. Se eliminó el estigma de los hijos bastardos, se aprobaron revisiones médicas gratuitas para los niños, se fomentó la higiene y se instauró un programa de baños para los escolares en los baños públicos y balnearios nacionalizados, que se extendió a los baños privados. Se creó un programa de estancias en el campo para niños de familias humildes de la ciudad y se encargó a los consejos la supervisión de su salud. Se instauró un programa de tutores especializados para niños discapacitados para las escuelas y modernas instituciones para el tratamiento de aquellos con problemas mentales. Se proyectó un amplio plan de regeneración de menores asociales, que no se llevó a la práctica por falta de tiempo.

### Educación y religión
Las instituciones educativas quedaron nacionalizadas el 29 de marzo y se centralizaron con el objetivo de mejorar su utilización mediante la planificación. Se puso en marcha un programa de modernización y reestructuración del currículo escolar y de mejora del uso de las instalaciones disponibles. Notables partidas se dedicaron a la impresión de nuevos manuales —en parte propagandísticos— y en la mejora de las condiciones del profesorado. Este comenzó además un programa de adoctrinamiento marxista que no pudo terminar por la caída de la república soviética. A pesar de la preocupación gubernamental por el profesorado, este se mostró generalmente hostil o pasivo hacia el nuevo régimen. La Comisaría de Educación tuvo que abolir los consejos de estudiantes, que habían conducido a notables roces con el profesorado en sus actividades revolucionarias, y la nueva formación sexual, introducida a toda prisa.
La religión resultó otro importante problema para el Gobierno. La nacionalización de las escuelas privadas y religiosas (el 70 % de las del país) y la supresión de símbolos y actividades religiosas en las escuelas acentuó el rechazo de los profesores de estas hacia el Consejo de Gobierno. A pesar de la defensa gubernamental del derecho privado a la libertad de culto y de la propiedad de la iglesia, la controversia, con una imagen basada en los casos de excesos, fue negativa para el Gobierno.

### Reformas sociales y sanitarias
El programa social del Gobierno se caracterizó por lo mismo que su programa cultural: gran ambición en sus objetivos, intentos de cambiar enraizados problemas, escasez de personal y medios para llevarlo a cabo, notable coste y falta de realismo en una situación de grave crisis de posguerra.
Se abolieron los títulos nobiliarios. Se proclamó la obligación de trabajar y se instituyó un sistema de asistencia social para los desempleados, que llevó al Estado a la quiebra. El Gobierno trató, con entusiasmo pero escaso éxito y gran coste, de luchar contra el grave problema del desempleo.

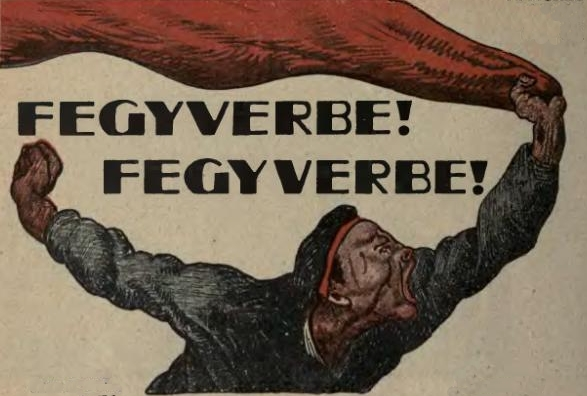
Cartel de propaganda, característico del gran esfuerzo gubernamental por publicitar sus medidas.

El Gobierno aprobó medidas humanitarias y de mejora social, propagadas tanto en la prensa —obligada a ello— como en una novísima campaña de publicidad en carteles en la que participaron destacados artistas de la época. Se prohibió temporalmente la venta y consumo de alcohol, considerado perjudicial, pero la presión del campo obligó a suavizarla el 23 de julio. Se trató de eliminar asimismo la prostitución. Se facilitó el divorcio y se proclamó la igualdad legal de las mujeres. La propaganda contrarrevolucionaria utilizó con gran éxito en el campo la acusación, falsa, de que el Gobierno pretendía «socializar a las mujeres».
Se llevó a cabo un ambicioso programa de mejora de la sanidad que recibió notable cooperación de los médicos, cortejados por el Consejo de Gobierno. Los hospitales —todos se nacionalizaron, así como las industrias farmacéuticas— permanecieron bajo control médico, a pesar de los intentos de pasar su gestión a representes políticos, que el Gobierno rechazó. Se abolió el trato distinto por clases sociales en los hospitales y las salas privadas pasaron a alojar a los enfermos más graves. Se prohibió la diferencia de enterramiento y su coste se uniformó para todos los ciudadanos.
La medida más rechazada en las ciudades y que causó mayor corrupción fue la de la socialización de la vivienda. Ante el grave problema de vivienda —apenas se había construido ninguna durante la guerra— el Gobierno trató de utilizar las disponibles para alojar a la población. Se creó un impuesto para los propietarios no trabajadores, cuyas casas y mobiliario quedaron nacionalizados —no así los de los trabajadores—. Con una normativa confusa, la comisión para la vivienda resultó un fracaso que hubo de reformarse a comienzos de abril. A pesar de los duros métodos de Tibor Szamuely para tratar de reformar la comisión —incluidos la amenaza de muerte o la deportación de doscientas mil personas de la capital—, acabar con los abusos y la corrupción y llevar a cabo la reforma, esta fracasó. En julio el sistema se había mostrado ya como caro e incapaz de acabar con el problema de vivienda en la capital.

### Política laboral e impositiva
La actitud gubernamental hacia los salarios de los trabajadores, que tenían su puesto garantizado por el Estado, pasó de intentar aplicar antiguas aspiraciones sindicales a tener que ajustarse a la dura realidad de una producción menguante y una población activa sin incentivos para trabajar. El Gobierno abolió el trabajo a destajo, instauró una jornada laboral de cuarenta y ocho horas semanales, aumentó los sueldos, implantó los seguros sociales obligatorios y se comprometió a garantizar a cada trabajador un puesto de trabajo. Las reformas sociales, como la aprobación de la jornada laboral de ocho horas, la gratuidad de los servicios médicos, la bajada de los alquileres o la subida de los salarios no apaciguaron a la población. Estas medidas, ansiadas por los trabajadores, tuvieron efectos contraproducentes en la producción, que decayó; con un trabajo asegurado, un sueldo independiente de la producción, miembro ya de la clase dirigente según la propaganda gubernamental, el trabajador húngaro dejó de producir al máximo. Pronto la inflación anuló los aumentos salariales y la gran inflación condujo a la escasez de artículos; el Gobierno reaccionó tratando de restaurar viejas prácticas mal vistas por los trabajadores para intentar reactivar la producción, lo que causó malestar.
Las tablas salariales establecidas para los trabajadores del campo les colocaban en desventaja frente a los urbanos; la inflación y la escasez de productos manufacturados hacían que, aunque los campesinos gozaban de ingresos superiores a cualquier otro momento de la historia, estos no les sirviesen para adquirir más productos que antes, sino menos.
A pesar de la mejora de las condiciones de los seguros sociales de los trabajadores, la aplicación de las medidas gubernamentales resultó desordenada y, en ocasiones, contradictoria durante todo el periodo de la república soviética, con continuos cambios.
El Gobierno reguló asimismo los precios, sustituyendo los posibles ingresos por impuestos directos por un impuesto indirecto en los precios de los artículos. Sus intentos por organizar los precios —excesivamente bajos— resultaron, empero, un fracaso debido a la inflación, la reducida producción, el mercado negro y el bloqueo de la Entente, que limitaba la cantidad de materias primas disponibles.

### Nacionalizaciones y política económica
El Gobierno soviético nacionalizó los bancos, las industrias y minas y empresas de transporte con más de veinte trabajadores, que quedaron administradas por comisarios elegidos por el Estado y los consejos, junto con las empresas extranjeras, los edificios de apartamentos, los grandes almacenes o las granjas mayores de 57 hectáreas (100 yugos), lo que condujo al caos económico. Las tiendas de más de diez trabajadores se nacionalizaron dos días más tarde, el 22 de marzo. También lo fueron los hoteles y balnearios, así como las compañías de seguros. Los apartamentos quedaron socializados el 26 de marzo, el mismo día que se expropiaban los bancos. Se requisaron los depósitos de oro, joyas a partir de cierto valor y divisas y se limitó la cantidad de dinero que se podía limitar diariamente de las cuentas bancarias. Pronto la mayoría de las empresas privadas quedaron en manos del Estado.
Los comisarios encargados de la dirección de las fábricas nacionalizadas, inexpertos, no lograron evitar que la producción menguase rápidamente, igual que en las minas. A finales de abril, hubo de reducirse aún más el servicio ferroviario por la falta de carbón. Varios alimentos básicos tuvieron que racionarse.
A pesar de que las amplias medidas nacionalizadoras otorgaron grandes ingresos al nuevo Gobierno, este fracasó en su administración. Se creó una vasta burocracia para gestionar los recursos nacionalizados que, falta de tiempo, no logró aplicarlos para mejorar la producción nacional. La producción industrial en las desabastecidas ciudades descendió entre un 25 % y un 75 %. La amplia corrupción de un régimen en disolución, los problemas monetarios y el fracaso de la política agraria contribuyeron también al fracaso de la gestión económica soviética. El bloqueo de la Entente y la mala gestión comunista acabaron de hundir la economía.

### Política agraria
El Consejo de Gobierno se enfrentó en vano al dilema de la cuestión agraria: la parcelación de las grandes fincas le hubiese granjeado el apoyo del grueso del campesinado, pero hubiese conducido al mismo tiempo a una caída de la producción agrícola, necesaria para abastecer a las ciudades, donde se hallaba su base de apoyo. Tras titubear, se decidió no distribuir las haciendas, sino convertirlas en cooperativas nacionalizadas para los campesinos sin tierra. Esta decisión se debió tanto a motivos ideológicos —temor a crear un campesinado propietario hostil al comunismo— como al deseo y necesidad de mantener la producción agrícola. Esta reforma burocratizada, ineficaz, que no tuvo apoyo de los campesinos, finalmente fracasó y restó mucho respaldo al nuevo régimen entre la población rural.
El mantenimiento de los terrenos de pequeño tamaño en manos privadas mientras las grandes fincas se convertían en cooperativas no satisfizo a los distintos sectores del campesinado: los más ricos deseaban comprar más tierras con el dinero acumulado durante la guerra, posibilidad frustrada por la decisión gubernamental —esto condujo a su aversión hacia el régimen y a que tendiesen a guardar sus ahorros y productos en espera de su caída—; los campesinos sin tierra se encontraron convertidos en empleados estatales con ingresos que no lograban afrontar la inflación y la escasez de bienes, dispuestos a aceptar solamente la antigua divisa imperial, cada vez más escasa. Los intentos estatales de aliviar la situación mediante el trueque de productos manufacturados por otros agrícolas favorecieron a los campesinos más acomodados —aquellos con excedentes que cambiar— lo que llevó a la desilusión y antipatía de los campesinos pobres hacia el Gobierno.
La supresión del impuesto sobre las parcelas de pequeño tamaño, promulgada para atraer al pequeño campesinado y favorecer su cooperación en el abastecimiento urbano, resultó contraproducente; este tomó la medida como un paso previo a la nacionalización de estas propiedades y de debilidad gubernamental. La medida produjo también el debilitamiento de los consejos en el campo, privados de fondos y obligados a acudir a Budapest para financiar sus actividades. Otra medida mal vista en el agro fue el mantenimiento de los antiguos capataces y hacendados como asesores técnicos —los únicos disponibles— de las nuevas cooperativas. Para los campesinos, el nuevo régimen les hacía trabajar para los antiguos amos y no hubo intentos de trasladar a estos al menos a regiones donde no se les identificase con las antiguas prácticas. El personal enviado por la Comisaría de Agricultura a las zonas rurales también resultó extremadamente deficiente, poco familiarizado con la cultura campesina y a menudo corrupto e ignorante en cuestiones agrarias.
El ataque contra iglesias y párrocos en algunas localidades o la implantación de una nueva moneda —el «papel blanco», por imprimirse solo por una cara del billete— aumentaron el descontento en el agro, que llegó a rebelarse en algunas zonas.
Una última medida, el uso de la fuerza y, en ocasiones, del terror, para suprimir actividades contrarrevolucionarias en el campo, acabó por eliminar cualquier simpatía por el régimen soviético en el agro húngaro. Ante la falta de abastecimiento de alimentos en las ciudades, el Gobierno ordenó requisas masivas de cosechas en las zonas rurales usando para ello bandas de militantes comunistas muy jóvenes organizados en los centros urbanos, los llamados «Chicos de Lenin». Las bandas de Szamuely, en ocasiones incontroladas a pesar del celo de este, causaban pavor y hostilidad con sus exacciones en regiones donde se había detectado oposición. Las requisas aumentaron el descontento de los campesinos. Los intentos del Gobierno y del Ejército por eliminar los desmanes de estas bandas terroristas fueron infructuosos.
En conjunto, el no repartir las haciendas entre el campesinado, las requisiciones y la restauración de las levas convirtieron al campesinado en hostil a la nueva república. Esta tuvo que enfrentarse a revueltas continuas en la campiña. A los errores gubernamentales se unió la situación de analfabetismo, brutalidad e ignorancia predominante en el campo tras siglos de gobierno aristocrático y la influencia de la Iglesia católica, que fomentó la hostilidad hacia el nuevo régimen. La distancia entre un régimen fundamentalmente cosmopolita y urbano y un campesinado tradicionalmente hostil a la ciudad tampoco favoreció a la república soviética.

### Corrupción
Con el tiempo, la corrupción cada vez más extendida desbarató gran parte de las medidas oficiales y de los intentos de reforma. El propio Gobierno tuvo que admitir el deterioro de la moral pública y privada, la falta de escrúpulos en conseguir una vida mejor y el creciente nepotismo, favoritismo, abuso de autoridad y los casos de robo.

## La población ante la república soviética

### El campesinado
A comienzos del siglo XX, Hungría era una región fundamentalmente agrícola y subdesarrollada; el 60 % de la población era campesina. Alrededor del 15 % de la población tenía tierras aunque no viviese de ellas y otro 20 % eran trabajadores urbanos, cerca de la mitad mineros y obreros fabriles, mientras que la otra mitad trabajaba en el sector servicios, que incluía al servicio doméstico y los jornaleros.
La relación del campesinado con la república dependió de la cuestión de la tierra. Un decreto del 3 de abril nacionalizó las grandes y medianas propiedades (parcelas de setenta y cinco acres o más); estas tierras se convirtieron en cooperativas o granjas estatales y no se repartieron entre los campesinos. La reacción a esta medida fue diversa: los escasos propietarios —2-3 % de la población rural pero con notable influencia en las poblaciones— de fincas afectadas por la expropiación se opusieron a la república; el tercio de pequeños y medianos propietarios, aunque no afectado por la reforma, temía posibles medidas posteriores y veía con malos ojos el anticlericalismo oficial —que condujo a la secularización de las escuelas, la disolución de las órdenes religiosas o la supresión de la educación religiosa en los colegios— pero se unió a las organizaciones revolucionarias locales para moderar sus medidas; los dos tercios de campesinos pobres o jornaleros —cerca de un tercio de la población del país— estaban divididos entre propietarios de exiguas haciendas —dos quintos—, trabajadores de las haciendas de los terratenientes —un quinto— y jornaleros —los dos quintos restantes—. De esta última categoría, los pocos organizados y cercanos a los socialistas respaldaron la república y participaron activamente en las instituciones revolucionarias en el campo y en el Ejército. En este también se contaron numerosos campesinos de las zonas transilvanas ocupadas por Rumanía. Para muchos otros, sin embargo, la decisión de no repartir las tierras expropiadas causó desilusión con el régimen soviético.
Esta desilusión y hostilidad creció con el tiempo; la falta de productos industriales trajo la crisis del comercio de productos agrícolas durante el verano. La necesidad de abastecer a las ciudades y a las tropas obligó al Gobierno a aplicar requisiciones de alimentos, que chocaron con la resistencia campesina. Entre los campesinos más acomodados creció el respaldo a la contrarrevolución, en parte por su expulsión de los órganos de Gobierno local en mayo.

### Los trabajadores urbanos

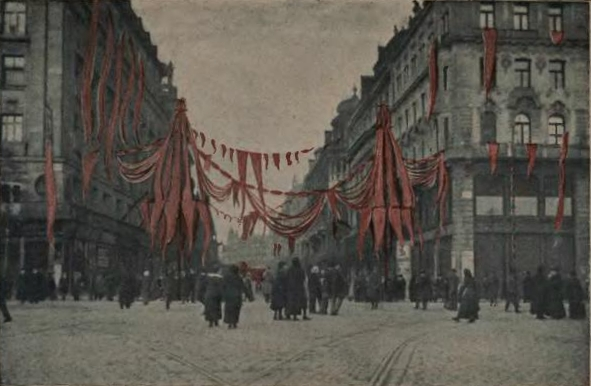
Budapest durante las celebraciones del Primero de mayo, en el que tuvieron lugar grandes manifestaciones.

Los trabajadores de las ciudades supusieron el principal sostén de la república. Su concentración en las ciudades y relativa organización les conferían una fuerza mayor de la simplemente numérica. El número de trabajadores sindicados creció sin parar desde finales de 1918; mientras que los socialistas atraían principalmente a los obreros cualificados, los comunistas lo hacían a los no cualificados y más marginales. La unión de los partidos reforzó el movimiento obrero y aparcó temporalmente las disputas entre las dos formaciones.

### La pequeña burguesía
Aunque legalmente solo las empresas de más de veinte trabajadores habían sido nacionalizadas, en numerosas ocasiones no se respetó este límite y se nacionalizaron pequeñas empresas con pocos trabajadores. Esto, junto con la nacionalización de bancos, fábricas, hoteles, farmacias o cines y el control estatal de las tiendas, aumentó la hostilidad de los pequeños y medianos propietarios hacia la república. A estas medidas se unieron otras como la confiscación de joyas o el alojamiento de familias obreras en casas de clase media, que reforzaron la animosidad de esta hacia el nuevo régimen.
Por el contrario, en el campo, en regiones donde las leyes de nacionalización se respetaron, algunos pequeños propietarios, artesanos y comerciantes se mostraron favorables a la república. La intelectualidad progresista, artistas o científicos, los profesores rurales y los funcionarios de sindicatos y seguros sanitarios se mostraron generalmente favorables también.
Por el contrario, los funcionarios veteranos, policías y gendarmes, así como los sacerdotes de las diversas religiones, apoyaron la contrarrevolución desde el comienzo. Los oficiales fueron un grupo especialmente destacado en la oposición al régimen comunista y a la vez en sus fuerzas armadas; decididos a defender las antiguas fronteras húngaras, muchos sirvieron en las unidades republicanas a pesar de su oposición ideológica al Gobierno.

### Terratenientes y capitalistas
La antigua elite dirigente, formada por terratenientes y capitalistas industriales y comerciales, se opuso desde el primer momento a la república soviética. Sus principales representantes abandonaron el país en los primeros días de la república y a mediados de abril fundaron el Comité Antibolchevique —también conocido como Comité Nacional Húngaro— en Viena. La organización agrupaba a representantes de los partidos políticos tradicionales, incluyendo el del dimitido Mihály Károlyi; más del 80 % de sus dirigentes eran aristócratas. Por otro lado, primero en Arad y más tarde en Szeged, el también aristócrata y gran terrateniente Gyula Károlyi formó un Gobierno rival del de Budapest a comienzos de mayo. Ambos centros contrarrevolucionarios trataron de ganarse el favor de la Entente.

### Oposición y represión

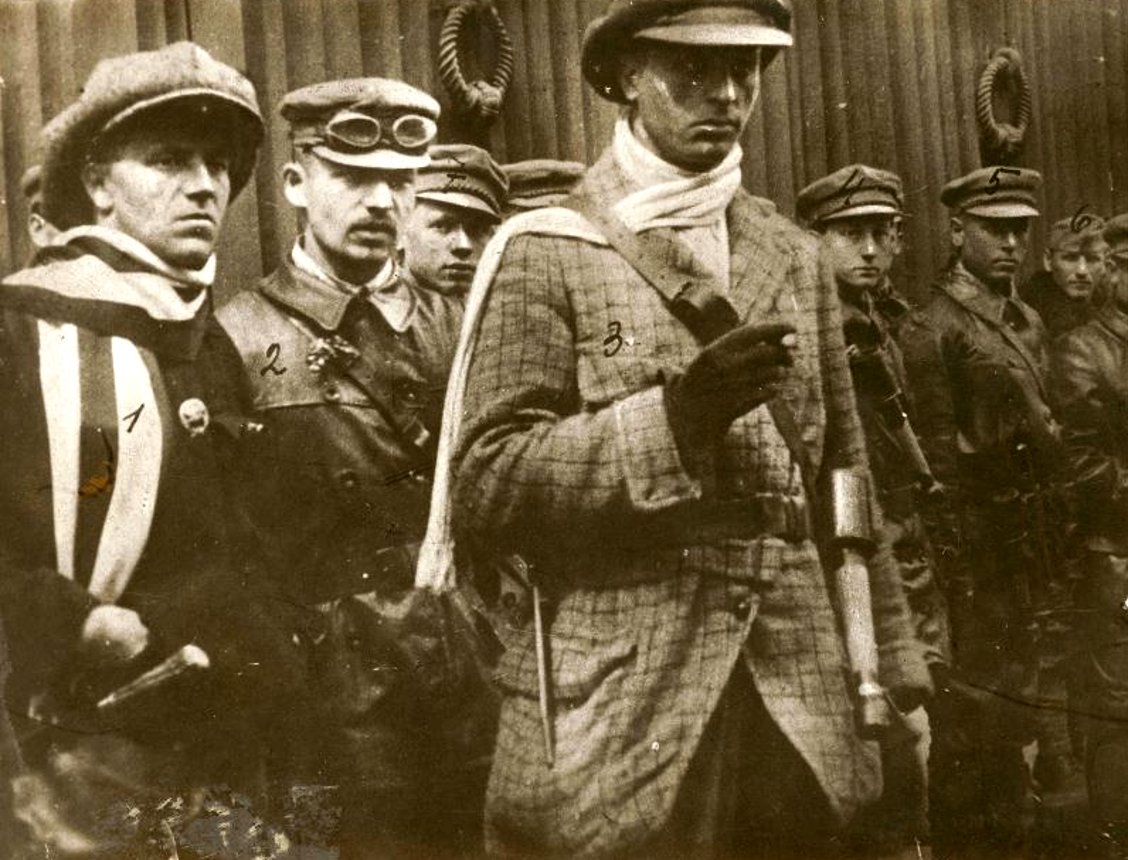
József Cserny y algunos de sus «chicos de Lenin», una banda de cerca de doscientos hombres armados, sin control del Gobierno, que extendieron el terror por el país, causando el desprestigio de la república soviética entre parte de la población.

Al considerar a toda la población —menos a la minoría radical— enemiga de clase, el Gobierno puso en marcha una serie de medidas para someterla, como la toma de rehenes, la formación de la «Oficina de Investigación Política» encabezada por Ottó Korvin —que llevó a cabo numerosos arrestos, descubrió algunas tramas contra el Gobierno y ejecutó a algunos conspiradores—, la vigilancia en lugares públicos o la tolerancia de bandas armadas descontroladas como la del marino József Cerny, formada por criminales, oportunistas y partidarios del Gobierno, dedicada a la extorsión y al asesinato. El Gobierno formó unidades terroristas, que recorrieron el país en trenes blindados, para oponerse a los elementos opositores, cada vez más activos. Las medidas de coerción, sin embargo, no sirvieron para fortalecer al Gobierno, sino que, por el contrario, le privaron del apoyo de la clase media y de parte del proletariado. Ya tres días después de la proclamación de la república, se proclamó la ley marcial y la pena de muerte para la oposición a los consejos. Se estableció un sistema de tribunales revolucionarios de competencias vagas supuestamente formado para juzgar la oposición a la república. Una ley posterior de mediados de mayo permitía los juicios sumarios en las zonas de combate, en la práctica todo el país, lo que permitió la acción de las bandas de Szamuely en el campo.
Los elementos más hostiles a la república soviética abandonaron el territorio controlado por ella, trasladándose a Austria o a la zona bajo control militar francés al sur del país, se mudaron a sus haciendas (en el caso de la nobleza) o pasaron a la clandestinidad. Fueron incapaces, no obstante, de recabar un apoyo lo suficientemente fuerte para enfrentarse al Gobierno de Kun. En Viena se formó el Comité Antibolchevique, que solicitó repetidamente, pero en vano, la invasión de Hungría por tropas de la Entente. En el sur, el 5 de mayo se formó un Gobierno contrarrevolucionario en Arad, que pronto se trasladó a Szeged —bajo protección francesa— por exigencia de las autoridades rumanas, que veían con malos ojos su irredentismo.
Las revueltas se sucedieron en abril y comienzos de mayo, coincidiendo con victorias rumanas en el frente y una huelga de ferroviarios, que solicitaban que se les librase del servicio militar y se formara un Gobierno exclusivamente socialista, y desbarataron las comunicaciones y aislaron la capital. Desde mediados de mayo a mediados de junio, el número de revueltas contrarrevolucionarias se duplicó respeto a los meses anteriores y su tamaño creció notablemente. El Gobierno, sin embargo, logró sobrevivir, detener la ofensiva rumana el 27 de abril y pasar al ataque, a pesar de los alzamientos campesinos en unos setenta pueblos, en los que los labradores trataron de hacerse con el poder y acabar con las requisiciones.

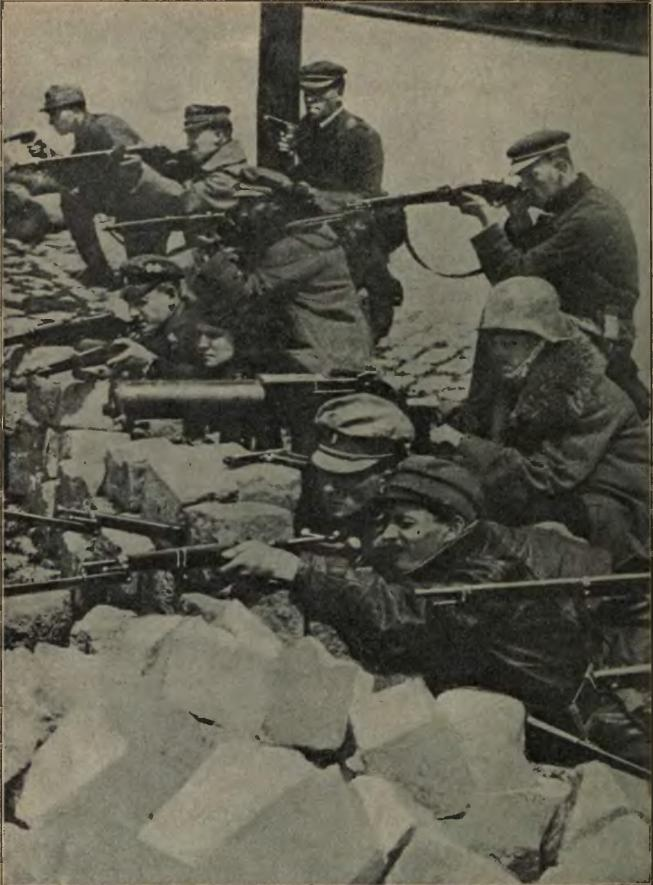
Tropas fieles al Gobierno enfrentándose a los rebeldes durante el intento de golpe de Estado del, aplastado en pocas horas.

El 21 de abril, se creó el «Tribunal de Justicia Sumaria», presidido por Szamuely que, junto con destacamentos armados, recorrió el territorio sofocando las revueltas, en muchas ocasiones sin encontrar resistencia de los campesinos alzados, salvo allí donde los oficiales habían tomado el mando de las rebeliones. De las quinientas o seiscientas personas asesinadas o ejecutadas durante el periodo soviético en Hungría, el 73 % fueron campesinos, el 9,9 % oficiales, el 8,2 % burgueses y el 7,8 % terratenientes, sin contarse aristócratas entre las víctimas.
El 5 de junio, cuatro mil campesinos marcharon sobre Sopron, pero fueron rechazados con notables bajas por la guarnición de la ciudad. El 24 de junio, se produjeron levantamientos contra el Gobierno tanto en la capital —por parte de cadetes de una academia militar— como en las provincias, que fueron rápidamente sofocados. Estos apenas contaron con apoyo obrero o del campesinado más pobre. El del 24 de junio fue el único intento serio de derrocar al Gobierno de Kun desde el interior. Mal planeada, mal coordinada y falta de apoyos, la intentona fracasó. Originalmente, el golpe debía haber contado con el apoyo de los socialdemócratas y de la guarnición de la capital, que controlaban, y que los contrarrevolucionarios deseaban utilizar contra el Gobierno para, más tarde, llevar a cabo una contrarrevolución completa. En el último momento, faltó el concurso socialista y la mayoría de los conjurados se negó a alzarse sin este. Las exiguas unidades que finalmente se pusieron en marcha no pudieron cumplir sus objetivos y fueron avasalladas en pocas horas. Como consecuencia del levantamiento, sin embargo, varios socialistas abandonaron el Gobierno, que se redujo de treinta y seis comisarios a once.
Mientras, los representantes aliados en Viena —sin el respaldo de sus respectivos Gobiernos— trataron de derrocar al Kun y sustituirlo por un nuevo gabinete socialista con Gyula Peidl al frente.

## Derrota y fin de la república soviética
Unida a la derrota militar en el este, el Gobierno hacía tiempo que había perdido el respaldo de los sindicatos. El 31 de julio, una reunión de la Junta de Sindicatos con cuarenta y seis dirigentes sindicales presentes votó abrumadoramente en contra de mantener el sistema soviético —solo hubo tres votos favorables—. El resultado se comunicó de inmediato a Kun, que el día anterior se había negado a dimitir y había afirmado que el Ejército podría sostener el frente. El Consejo de Gobierno convocó entonces una reunión extraordinaria del Consejo de Obreros y Soldados de Budapest para el día siguiente.

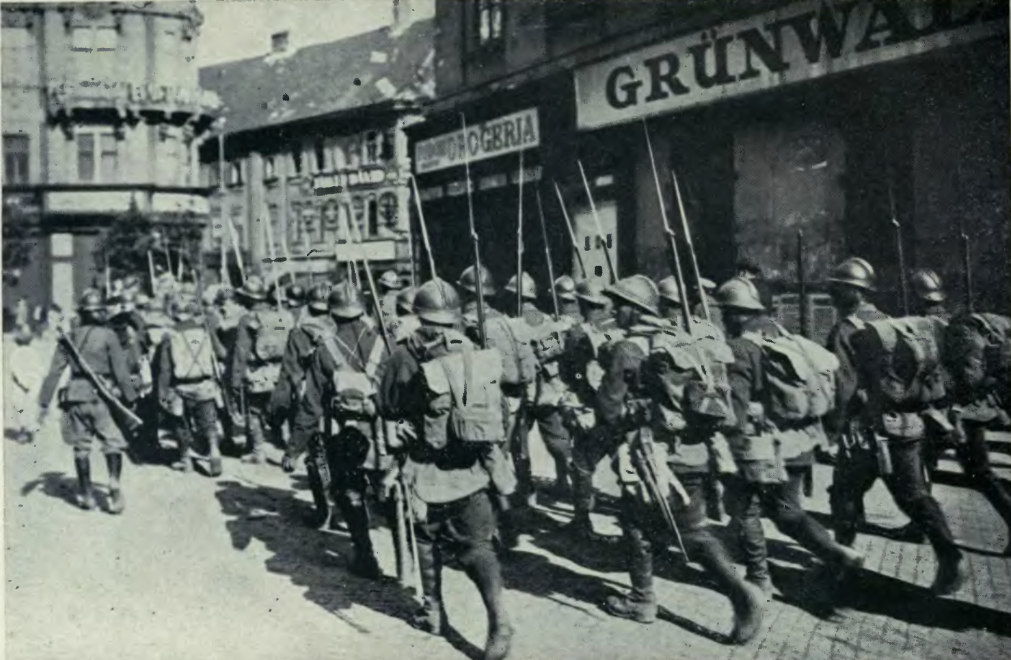
Tropas rumanas entrando en Budapest a comienzos de agosto, pocos días después de la abolición de la república soviética.

El 1 de agosto, el gabinete cedió el poder a un nuevo Gobierno formado por dirigentes sindicales moderados durante la sesión del consejo central de trabajadores. Gyula Peidl, el nuevo primer ministro, se negó a aparecer ante el consejo, señal de su rechazo al sistema soviético, en el que no había participado activamente. Inmediatamente después de la dimisión, algunos de los dirigentes comunistas más destacados pasaron a la clandestinidad. Esa misma noche, Kun recibió confirmación de que el Gobierno austriaco estaba dispuesto a concederle asilo a él y a algunos de sus seguidores. Él y algunos de los antiguos comisarios abandonaron Budapest en dos trenes y llegaron a Viena a primeras horas del 2 de agosto, tras ser acosados por multitudes anticomunistas camino de la estación en la capital húngara.
El nuevo Gobierno de Gyula Peidl, controlado por socialdemócratas, heredó cuatro comisarios del anterior gabinete de Kun, que volvieron a transformarse oficialmente en socialistas. El 2 de agosto, en la primera reunión del gabinete, se abolió oficialmente la república soviética, restaurándose la república popular, entre otras medidas que comenzaron a desmantelar la herencia soviética. La noche del 2, las fuerzas rumanas se encontraban ya a solo 20 km de la capital y la tarde siguiente las primeras unidades entraban en Budapest. Privado del control efectivo de las pocas unidades que quedaban en pie, el nuevo Gobierno no pudo impedir la entrada del grueso de las tropas rumanas en la capital el día 4, que se realizó sin combates. Rumanía trató de recabar en vano el beneplácito de Yugoslavia y Checoslovaquia para formar un Gobierno títere en Budapest tras la derrota de los comunistas.